# Andoharanofotsy
Andoharanofotsy é uma comuna de Madagascar, pertencente ao distrito de Antananarivo-Atsimondrano, na região de Analamanga. Sua população, segundo o censo de 2001, era de 23 558 habitantes.